# Карп, Кэтэлин
Кэтэли́н Карп (рум. Cătălin Carp; род. 20 октября 1993, Кишинёв) — молдавский футболист, полузащитник клуба «Петрокуб».
Занимался в академиях «Зимбру», «Рапид Гидигич» и «Шахтёра». В 2012 году подписал первый профессиональный контракт с Киевским «Динамо». За основную команду Кэтэлин не сыграл ни одного матча, но провёл 23 матча за вторую команду. В 2014 году Карп не стал продлевать контракт с «Динамо» и перешёл в «ЧФР». В 2015 году перешёл в «Стяуа». В 2016 году перешёл в «Вииторул». Зимой 2017 года перешёл в «Уфу», в которой молдаванин провёл 5 сезонов. В 2021 году стал игроком «Тамбова». В октябре присоединился к Бухарестскому «Динамо». В 2022 году вернулся в «Уфу» и проведя в её составе один сезон вышел на 11-е место в списке рекордсменов башкирского клуба по проведённым матчам. После вылета команды во вторую лигу Кэтэлин покинул её и пополнил состав «УТА Арад». В январе 2024 года перешёл в Ферганский «Нефтчи».
С 2013 по 2021 год выступал за сборную Молдавии. Кэтэлин провёл в её составе 36 матчей и забил 2 гола.

## Биография
Заниматься футболом начал под руководством отца, футбольного тренера и многолетнего функционера Федерации футбола Молдавии Илие Карпа. Первые шаги делал в детской школе столичного «Зимбру». В 16 лет играл за «Рапид Гидигич», команду первой лиги чемпионата Молдавии. После этого был на просмотре в испанском «Вильярреале», итальянском «Дженоа» и донецком «Шахтёре». В апреле 2011 года поехал с «Шахтёром-3» на турнир в Сардинию, на котором клуб занял первое место, обыграв в финале фарм-клуб «Барселоны». Там он был признан не только лучшим игроком, но и с пятью забитыми мячами завоевал звание лучшего бомбардира турнира. После этого с первой командой прошёл сбор в Австрии под руководством Мирчи Луческу.

### «Динамо» Киев
В 18 лет отправился на просмотр в «Динамо» Киев и несколько месяцев спустя подписал трёхлетний контракт. В сезоне 2011/12 провёл всего 5 матчей за молодёжную команду, но уже со следующего года стал её полноценным основным игроком, сыграв в 28 матчах первенства. Кроме того, Карп провёл три матча за юношескую (U-19) команду, в которых забил два гола и помог ей выиграть первое юношеское первенство Украины.
Летом 2013 года тренер молодёжки Александр Хацкевич возглавил вторую динамовскую команду, игравшую в первой лиге. С собой он взял ряд игроков, в том числе и Карпа. В профессиональных соревнованиях он дебютировал 14 июля 2013 года в выездном матче против черниговской «Десны», который завершился вничью 0:0, а Карп провёл на поле весь матч.

### Румыния
В сентябре 2014 года в возрасте 20 лет Карп перешёл в ЧФР, подписав контракт на три года. 30 октября официально дебютировал за клуб в матче Кубка Румынии против «Рапида» Бухарест. Карп вышел на поле на последние 15 минут матча при счёте 1:0 в пользу «Рапида». За оставшееся время ЧФР забил дважды, второй гол был забит на 87-й минуте при решающем содействии Карпа. За ЧФР Карп сыграл в 17 матчах чемпионата и трёх матчах кубка.
20 июля 2015 года подписал четырёхлетний контракт со «Стяуа», став первым футболистом из Молдавии в истории клуба. Дебютировал в команде 25 июля, а уже в следующей игре встретился с ЧФР, матч закончился вничью 1:1. Против своей бывшей команды Карп сыграл 56 минут, прежде чем его заменил Жан-Сони Альсена. Сыграв в общей сложности только девять матчей лиги в 2015/16 сезоне, Карп был продан в «Вииторул».

### Россия

#### «Уфа»

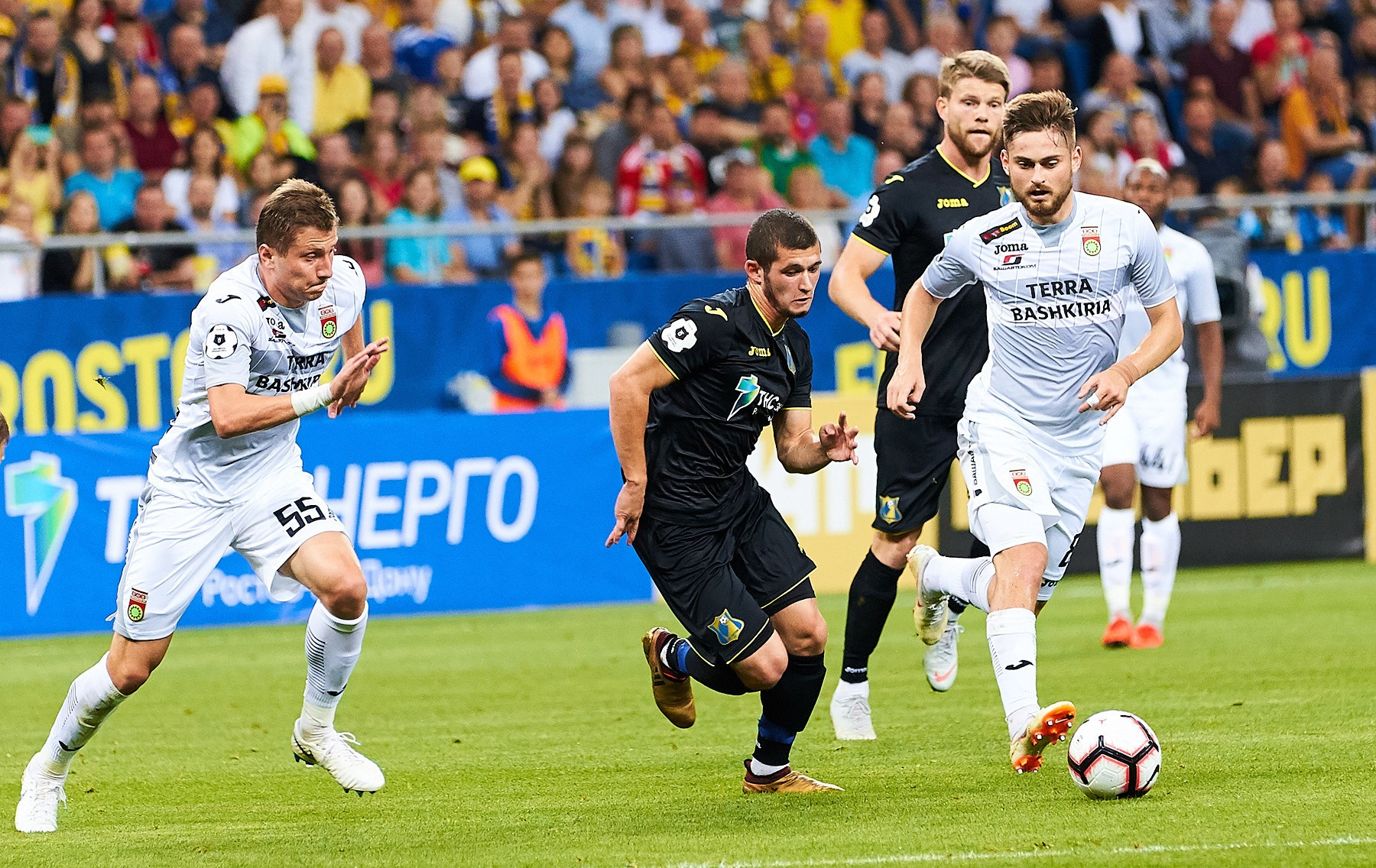
Карп (с мячом) в составе «Уфы» в матче против «Ростова» (23 сентября 2018)

27 января 2017 года подписал трудовое соглашение с клубом российской премьер-лиги «Уфа», рассчитанное на 3,5 года. Кэтэлин дебютировал за башкирский клуб 1 марта в матче 1/4 финала Кубка России с «Анжи». 5 марта Кэтэлин дебютировал за «Уфу» в чемпионате России в матче против «Терека», в нём команда минимально победила, а Карп сыграл на поле 90 минут. Всего в дебютном сезоне Карп провёл 11 матчей и не отметился результативными действиями. По итогам второго сезона в «Уфе» Кэтэлин провёл 11 матчей, а башкирская команда показала лучший результат в истории заняв 6 место и впервые получила право сыграть в Лиге Европы. 26 июля 2018 года Кэтэлин впервые вышел на поле в сезоне 2018/19 и дебютировал за «Уфу» в еврокубках, заменив на 76-й минуте матча против «Домжале» Ивана Облякова. Всего в том розыгрыше Лиги Европы Карп сыграл 5 матчей из 6-ти возможных. 2 сентября 2018 года в матче 6-го тура чемпионата России 2018/19 против «Ахмата» Кэтэлин забил первый гол за «Уфу», замкнув подачу с углового Ондржея Ванека. 3 сентября 2019 года Карп продлил контракт с «Уфой» до июня 2022 года. В октябре 2019 года в СМИ появились сообщения что «Зенит» готов купить Карпа за 3 миллиона евро, однако вскоре эту информацию опровергли гендиректор «Уфы» Шамиль Газизов. 1 июля 2020 года Карп был признан лучшим игроком матча «Уфа» — «Рубин». Сезон 2020/21 начал в качестве игрока стартового состава. В октябре 2020 года у «Уфы» сменился тренер. Вместо уволенного Вадима Евсеева в клуб пришёл Рашид Рахимов. При Рахимове Карп всего два раза вышел в стартовом составе и ещё дважды вышел на замену в одиннадцати матчах. 18 января 2021 года воспользовался опций разрыва контракта и покинул «Уфу». 3 апреля 2021 года уже будучи игроком «Тамбова» Кэтэлин отреагировал на увольнение Рахимова эмодзи с аплодисментами и клоуном и заявил что Рахимов знает почему.

#### «Тамбов»
24 февраля 2021 года подписал контракт до конца сезона с клубом «Тамбов». Позднее, полузащитник заявлял что очень жалеет о переходе.

— Будь моя воля, я бы вообще не принимал участие в этом проекте. Вернувшись назад, я бы лучше остался без футбола, чем перешёл бы в «Тамбов».

7 марта 2021 года Кэтэлин дебютировал за «Тамбов» в матче против Московского «Динамо». Всего Кэтэлин провёл за клуб 9 матчей и не отметился результативными действиями. «Тамбов» по итогам сезона занял последнее место и прекратил существование.

### Дальнейшая карьера
28 октября 2021 года заключил годичную сделку с румынским «Динамо Бухарест».

#### Возвращение в «Уфу»
13 июля 2022 года Карп вернулся в «Уфу». Свой первый матч после возвращения провёл 17 июля 2022 года во встрече 1-го тура Первой лиги против «Кубани» выйдя в стартовом составе и проведя на поле 79 минут. В заключительном туре «Уфа» должна была выигрывать дома у «Кубани» и надеется на поражение «Велеса». Кэтэлин вышел на матч в стартовом составе, на 5-й компенсированной к первому тайму минуте Нури Абдоков открыл счёт и вывел «Кубань» вперёд, на 54-й минуте Кэтэлин на дальней штанге откликнулся на скидку игрока уфимцев, но не смог попасть в створ. На 57-й минуте Кэтэлин навесил в штрафную площадку, на этот навес откликнулся Александр Сандарчук и сравнял счёт. Но несмотря на усилия молдавского хавбека «Уфа» не смогла удержать ничейный счёт и пропустили от краснодарцев второй гол на 61-й минуте. По итогам сезона «Уфа» заняла 16-е место и вылетела во Вторую лигу. В июне 2023 года Карп покинул клуб в связи с окончанием контракта. По итогам возвращения в «Уфу» хавбек принял участие в 25 матчах во всех турнирах, в которых отдал одну результативную передачу. Всего в составе горожан Кэтэлин провёл 115 матчей, забил 3 гола и отдал 4 ассиста. Футболист занимает 11-е место в списке рекордсменов «Уфы» по проведённым матчам
После ухода из «Уфы» Карп подписал годичный контракт с «УТА Арад» с возможностью продления ещё на год. 22 декабря 2023 года клуб объявил о расторжении контракта с игроком.

#### «Нефтчи»
В январе 2024 года он подписал контракт с ферганским клубом «Нефтчи». 16 марта 2024 года в матче 3-го тура Суперлиги против Бекабадского «Металлурга» Кэтэлин забил свой первый гол за «Нефтчи», ставший победным. 29 июля 2024 года Карп покинул «Нефтчи».

#### «Омония 29 Мая»
2 августа 2024 года подписал контракт с впервые вышедшим в высший дивизион Кипра клубом «Омония 29 Мая».

### Сборная
Кроме молдавского паспорта, имеет и румынский, но выступал только за Молдавию, начиная с матчей, проведённых в составе сборной U-16.
В начале 2013 года Карп был заигран за молодёжную сборную Молдавии на Кубке Содружества, на котором сборная заняла 5 место, а Карп сыграл в 5 матчах.
В августе 2013 года главный тренер национальной сборной Молдавии Ион Карас включил Карпа в список игроков, вызванных на товарищеский матч против Андорры, который состоялся 14 августа в Кишинёве. Карп дебютировал за сборную, выйдя на 76-й минуте вместо Евгения Сидоренко.
Забил свой первый гол в составе сборной 14 февраля 2015 года в товарищеском матче против Румынии, открыв счёт на девятой минуте, однако Молдавия не смогла удержать победу и проиграла со счётом 1:2.
Осенью 2019 года отказался выступать за сборную Молдавии, прокомментировал он своё решение тем, что:

— Игрок из чемпионата России, который входит в ТОП-5 чемпионатов мира, не оценён должным образом дома. Играю от матча к матчу в «Уфе» и нормально, что хотел бы играть и в сборной от матча к матчу.

Сам игрок не отказывается от сборной навсегда и заявляет, что может вернуться.

## Статистика

### Клубная
| Выступление       | Выступление      | Выступление      | Лига | Лига | Кубки | Кубки | Еврокубки | Еврокубки | Остальные | Остальные | Итого | Итого |
| Клуб              | Лига             | Сезон            | Игры | Голы | Игры  | Голы  | Игры      | Голы      | Игры      | Голы      | Игры  | Голы  |
| ----------------- | ---------------- | ---------------- | ---- | ---- | ----- | ----- | --------- | --------- | --------- | --------- | ----- | ----- |
| Динамо (Киев)     | УПЛ              | 2011/12          | 0    | 0    | 0     | 0     | 0         | 0         | —         | —         | 0     | 0     |
| Динамо (Киев)     | УПЛ              | 2012/13          | 0    | 0    | 0     | 0     | 0         | 0         | —         | —         | 0     | 0     |
| Динамо (Киев)     | УПЛ              | 2013/14          | 0    | 0    | 0     | 0     | 0         | 0         | —         | —         | 0     | 0     |
| Динамо (Киев)     | Итого            | Итого            | 0    | 0    | 0     | 0     | 0         | 0         | —         | —         | 0     | 0     |
| → Динамо-2        | Первая лига      | 2013/14          | 23   | 0    | —     | —     | —         | —         | —         | —         | 23    | 0     |
| → Динамо-2        | Итого            | Итого            | 23   | 0    | —     | —     | —         | —         | —         | —         | 23    | 0     |
| ЧФР Клуж          | Лига 1           | 2014/15          | 17   | 0    | 0     | 0     | 0         | 0         | —         | —         | 17    | 0     |
| ЧФР Клуж          | Итого            | Итого            | 17   | 0    | 0     | 0     | 0         | 0         | —         | —         | 17    | 0     |
| Стяуа             | Лига 1           | 2015/16          | 9    | 0    | 0     | 0     | 0         | 0         | —         | —         | 9     | 0     |
| Стяуа             | Итого            | Итого            | 9    | 0    | 0     | 0     | 0         | 0         | —         | —         | 9     | 0     |
| Вииторул          | Лига 1           | 2016/17          | 14   | 0    | 2     | 0     | 2         | 0         | —         | —         | 18    | 0     |
| Вииторул          | Итого            | Итого            | 14   | 0    | 2     | 0     | 2         | 0         | —         | —         | 18    | 0     |
| Уфа               | Премьер-лига     | 2016/17          | 9    | 0    | 2     | 0     | —         | —         | —         | —         | 11    | 0     |
| Уфа               | Премьер-лига     | 2017/18          | 10   | 0    | 1     | 0     | —         | —         | —         | —         | 11    | 0     |
| Уфа               | Премьер-лига     | 2018/19          | 24   | 2    | 0     | 0     | 5         | 0         | 2         | 0         | 31    | 2     |
| Уфа               | Премьер-лига     | 2019/20          | 24   | 1    | 1     | 0     | —         | —         | —         | —         | 25    | 1     |
| Уфа               | Премьер-лига     | 2020/21          | 12   | 0    | 0     | 0     | —         | —         | —         | —         | 12    | 0     |
| Уфа               | Итого            | Итого            | 79   | 3    | 4     | 0     | 5         | 0         | 2         | 0         | 90    | 3     |
| Тамбов            | Премьер-лига     | 2020/21          | 9    | 0    | —     | —     | —         | —         | —         | —         | 9     | 0     |
| Тамбов            | Итого            | Итого            | 9    | 0    | —     | —     | —         | —         | —         | —         | 9     | 0     |
| Динамо (Бухарест) | Лига 1           | 2021/22          | 15   | 2    | 0     | 0     | —         | —         | —         | —         | 15    | 2     |
| Динамо (Бухарест) | Итого            | Итого            | 15   | 2    | 0     | 0     | —         | —         | —         | —         | 15    | 2     |
| Уфа               | Первая лига      | 2022/23          | 23   | 0    | 2     | 0     | —         | —         | —         | —         | 25    | 0     |
| Уфа               | Итого            | Итого            | 23   | 0    | 2     | 0     | —         | —         | —         | —         | 25    | 0     |
| Уфа               | Итого за «Уфу»   | Итого за «Уфу»   | 102  | 3    | 6     | 0     | 5         | 0         | 2         | 0         | 115   | 3     |
| УТА (Арад)        | Лига 1           | 2023/24          | 15   | 2    | 3     | 0     | —         | —         | —         | —         | 18    | 2     |
| УТА (Арад)        | Итого            | Итого            | 15   | 2    | 3     | 0     | —         | —         | —         | —         | 18    | 2     |
| Нефтчи (Фергана)  | Суперлига        | 2024             | 11   | 1    | 4     | 0     | —         | —         | —         | —         | 15    | 1     |
| Нефтчи (Фергана)  | Итого            | Итого            | 11   | 1    | 4     | 0     | —         | —         | —         | —         | 15    | 1     |
| Омония 29 Мая     | Дивизион А       | 2024/25          | 15   | 0    | 1     | 0     | —         | —         | —         | —         | 16    | 0     |
| Омония 29 Мая     | Итого            | Итого            | 15   | 0    | 1     | 0     | —         | —         | —         | —         | 16    | 0     |
| Петрокуб          | Суперлига        | 2024/25          | 1    | 0    | 0     | 0     | —         | —         | —         | —         | 1     | 0     |
| Петрокуб          | Итого            | Итого            | 1    | 0    | 0     | 0     | —         | —         | —         | —         | 1     | 0     |
| Всего за карьеру  | Всего за карьеру | Всего за карьеру | 230  | 8    | 16    | 0     | 7         | 0         | 2         | 0         | 255   | 8     |

1. ↑  В графу «Кубки» вносится статистика в национальных кубках, кубках лиг и суперкубках.
2. ↑  стыковые матчи за право играть в РПЛ.

### Сборная
| Молдова | Молдова | Молдова |
| Год     | Игры    | Голы    |
| ------- | ------- | ------- |
| 2013    | 1       | 0       |
| 2015    | 6       | 1       |
| 2016    | 4       | 0       |
| 2017    | 3       | 0       |
| 2018    | 8       | 0       |
| 2019    | 7       | 0       |
| 2020    | 4       | 0       |
| 2021    | 3       | 1       |
| Всего   | 36      | 2       |

## Достижения
«Динамо» (Киев)
- Серебряный призёр юношеского первенства Украины: 2012/13

«ЧФР Клуж»
- Бронзовый призёр Чемпионата Румынии по футболу: 2014/15

«Стяуа»
- Серебряный призёр Чемпионата Румынии по футболу: 2015/16

«Вииторул»
- Чемпион Румынии: 2016/17